# Сан-Донато-ді-Лечче
Сан-Донато-ді-Лечче (італ. San Donato di Lecce, сиц. Santu Dunatu) — муніципалітет в Італії, у регіоні Апулія, провінція Лечче.
Сан-Донато-ді-Лечче розташований на відстані близько 510 км на схід від Рима, 150 км на південний схід від Барі, 10 км на південь від Лечче.
Населення — 5790 осіб (2014).
Щорічний фестиваль відбувається 7 серпня. Покровитель — San Donato.

## Демографія
Населення за роками:

Станом на 1 січня 2023 року в муніципалітеті офіційно проживали 132 іноземці з 17 країн, серед них 26 громадян країн Євросоюзу.

## Уродженці
- Паскуале Бруно (*1962) — італійський футболіст, захисник
- Доменіко Пронья (*1963) — італійський футболіст, захисник, згодом — футбольний тренер.

## Сусідні муніципалітети
- Капрарика-ді-Лечче
- Кавалліно
- Лекуїле
- Сан-Чезаріо-ді-Лечче
- Солето
- Стернатія